# Мојсије
Мојсије (хебр. מֹשֶׁה — Моше, арап. موسى — Муса), према Танаху, Библији и Курану, верски је вођа, законодавац и пророк, коме се традиционално приписује писање Торе, односно Петокњижја. Мојсије је најважнији пророк у јудаизму, а такође се сматра важним пророком у хришћанству и исламу. Јеврејска, хришћанска и исламска вера имају заједничко учење о понизности везано за Стари завет. У личности Мојсија, који је водио израелски народ из ропства у Египту у Обећану земљу, понизност је знак Божје снаге и намене, а не слабости. Стари завет каже: „Мојсије је био врло скроман човек, најскромнији човек на земљи.” Мојсије је подједнако слављен од стране јеврејских, хришћанских и исламских верника.
Постојање Мојсија, као и истинитост причa o изласку Израелита из Египта, спорно је међу археолозима и египтолозима, пошто стручњаци на пољу библијске критике наводе логичне недоследности, нове археолошке доказе, историјске доказа и митове о пореклу у хананитској култури. Други историчари тврде да биографски детаљи и египтаско порекло, које се приписује Мојсију, подразумева постојање историјских политичких и верских вођа која су учествовали у учвршћивању хебрејских племена у Ханану крајем бронзаног доба.
Према Књизи изласка, Мојсије је рођен у време када је његов народ, деца Израелова, умножио толико да је то забринуло египатског фараона да би они могли помоћи египатским непријатељима. Мојсијева јеврејска мајка Јошаведа га је сакрила када је фараон наредио са убију сви новорођени дечаци. Мојсија је усвојила египатска краљевска породица. После убиства египатског надзорника, Мојсије је побегао преко Црвеног мора до земље Мадијамске, где је срео Бога који се указао у облику горућег грма. Бог је послао Мојсија да затражи од фараона ослобађање Израелаца. Након Десет пошасти, Мојсије је извео Израелце из Египта преко Црвеног мора. На Синајској гори, Мојсије је примио Десет заповести. После 40 година лутања у пустињи, Мојсије је преминуо у 120. години, надомак обећане земље.
Рабински јудаизам је израчунао да Мојсијев животни век одговара периоду између 1391. п. н. е. и 1271. п. н. е. Хришћанска традиција обично смешта његов живот у ранији период.

## Етимологија имена
Египатски корен msy („дете“) сматра се могућом етимологијом, вероватно скраћеницом теофорског имена, као на пример у египатским именима као што су Тутмос („дете Тота“) и Рамзес („дете Ра“), са изостављеним именом бога. Абрахам Јахуда, на основу правописа датог у Танаху, тврди да комбинује „воду“ или „семе“ и „језерце, пространство воде“, дајући тако осећај „дете Нила“ (mw-š). Међутим, Кенет Кичен је тврдио да је мало вероватно да је порекло имена египатско, пошто звуци у хебрејском м-ш-х не одговарају изговору египатског msy у релевантном временском периоду.
Библијски извештај о Мојсијевом рођењу даје му народну етимологију да објасни привидно значење његовог имена. Кажу да га је добио од фараонове ћерке: „постао је њен син. Назвала га је Мојсије (משה Моше), рекавши: „Извукла сам га (משיתהו mǝšīṯīhū) Ово објашњење га повезује са семитским кореном משה м-ш-х, што значи „извући“. Тосафиста из једанаестог века Исак б. Ашер хаЛеви је приметио да га принцеза именује активним партиципом извлачења (משה mōše), а не пасивним партиципом (נמשה nīmše), у ствари проричући да ће Мојсије извући друге (из Египта); ово су прихватили неки научници.
Хебрејска етимологија у библијској причи можда одражава покушај да се пониште трагови Мојсијевог египатског порекла. Египатски карактер његовог имена препознали су као такав древни јеврејски писци попут Филона и Јосифа Флавија. Филон је повезао Мојсијево име (старогрчки: Μωυσης, романизовано: Mōysēs, лит. 'Mōusḗs') са египатском (коптском) речју за 'воду' (моу, μωυ), позивајући се на његово откриће у библијској фолологији Нила.
Јосиф Флавије, у својим старинама о Јеврејима, тврди да је други елемент, -есес, значио 'они који су спасени'. Проблем о томе како је египатска принцеза, позната Јосифу као Термутис (идентификована као Тармут) и у 1. Летописима 4:18 као Битија, могла да познаје хебрејски, збунио је средњовековне јеврејске коментаторе као што су Абрахам ибн Езра и Језекија бен Маноа.

## Библијски наратив

### Пророк и избавитељ Израела
Мојсије је био потомак Аврама. Податак да је Мојсије седма генерација од Аврама коју преноси Библија, а ту генеалогију преносе у својим делима Јосиф Флавије и Филон наводи као Аврамове претке следећи низ:
1. Сим (600)
2. Арфаксад (438)
3. Сала (433)
4. Евер (464)
5. Фалек (239)
6. Рагав (239)
7. Серух (230 )
8. Нахор (148 )
9. Тара (205) ; умире у Харану
10. Аврам

Аврам је по Божијој промисли са седамдесет и пет година кренуо из Харана у земљу Хананску преко Сихема (Шекем), Ветиља (Бетел) и Негева до Египта. Тумачи Библије који верују да су Израелићани заиста били у Египту, претпостављају да је долазак Аврама у Египат пао у време владара 12. династије - Сезостриса Трећег (1878—1843) или Аменемхета Трећег (1842—1797) или раније, на преласку из 20. у 19. век п. н. е. - само је један од многих покушаја да се расветли овај догађај. Најчешће помињани датум доласка Аврама у Египат био је око 1680. п. н. е. На овом простору се већ ствара други део Мојсијевог породичног стабла које се састоји од: Аврама, Исака, Јакова, Левија, Ката, Амрама и Мојсија.
Израелци су се населили у земљи Гешен у време Јосифа и Јакова, али се појавио нови фараон који је тлачио синове Израелове. У то време Мојсије се родио свом оцу Амраму, сину (или потомку) Левита Кехата, који је ушао у Египат са Јаковљевим домом; његова мајка је била Јохебеда (такође Јохеведа), која је била у сродству са Кехатом. Мојсије је имао једну старију (за седам година) сестру Миријам и једног старијег (за три године) брата Арона. Фараон је наредио да се сва рођена мушка хебрејска деца даве у реци Нил, али Мојсијева мајка га је ставила у ковчег и сакрила у шибље поред обале реке, где је бебу открила и усвојила фараонова ћерка, и одгајала га као Египћанина. Једног дана, пошто је Мојсије постао пунолетан, убио је Египћанина који је тукао Јевреја. Мојсије је, да би избегао фараонову смртну казну, побегао у Мадијан (пустињску земљу јужно од Јуде), где се оженио Сифором.
Тамо, на гори Хорив, Бог се јави Мојсију као запаљени грм, где открива Мојсију његово име JHWH (вероватно се изговара Јахве) и заповеди му да се врати у Египат и изведе свој изабрани народ (Израел) из ропства у Обећану земљу (Ханан). Током путовања, Бог је покушао да убије Мојсија, али му је Сифора спасла живот. Мојсије се вратио да изврши Божју заповест, али је Бог учинио да га фараон одбије, и тек пошто је Бог подвргнуо Египат десет зала, фараон је попустио. Мојсије је повео Израиљце до границе Египта, али је тамо Бог још једном отврднуо фараоново срце, тако да је могао уништити фараона и његову војску на Црвеном мору као знак своје моћи над Израиљем и народима.

### Излазак из египатског ропства
Према јеврејским светим књигама, Мојсије је извео Јевреје из Египта. Фараон није то дозволио, али Мојсије учини многа чуда, и тако успе да изведе народ из Египта. Путовање Јевреја у обећану земљу трајало је четрдесет година. Ишли су преко пустиње, хранили се маном, чудесном храном са неба, захваљујући којој никада нису осећали глад.
Пошто је победио Амалечане у Рефидиму, Мојсије је повео Израиљце на гору Синај, где му је дато Десет Божијих заповести, исписаних на каменим плочама. Међутим, пошто је Мојсије остао дуго на гори, неки од људи су се уплашили да би могао бити мртав, па су направили кип од златног телета и поклонили му се, не послушавши и разгневивши Бога и Мојсија. Мојсије је из гнева разбио плоче, а касније је наредио да се они који су се поклонили златном кипу уклоне, који је био претопљен и храњен идолопоклоницима. Такође је написао десет заповести на новом комплету плоча. Касније на гори Синај, Мојсије и старешине су склопили савез, по коме ће Израел постати народ YHWH, који ће се повиновати његовим законима, а YHWH ће бити њихов бог. Мојсије је предао Божје законе Израелу, успоставио свештенство под синовима Мојсијевог брата Арона и уништио оне Израелце који су отпали од његовог обожавања. У свом последњем чину на Синају, Бог је Мојсију дао упутства за Скинију, покретно светилиште којим ће он путовати са Израелом у Обећану земљу.
Са Синаја је Мојсије повео Израелце у пустињу Паран на граници Ханана. Одатле је послао дванаест ухода у земљу. Шпијуни су се вратили са узорцима плодности земље, али су упозорили да су њени становници дивови. Народ се уплашио и хтео је да се врати у Египат, а неки су се побунили против Мојсија и против Бога. Мојсије је рекао Израиљцима да нису достојни да наследе земљу, и да ће лутати пустињом четрдесет година док не умре нараштај који је одбио да уђе у Ханан, тако да ће њихова деца бити та која ће поседовати земљу. Касније је Кореј био кажњен, јер је водио побуну против Мојсија.
Када је прошло четрдесет година, Мојсије је повео Израелце на исток око Мртвог мора на територије Едома и Моаба. Тамо су избегли искушење идолопоклонства, освојили земље Ога и Сиона у Трансјорданији, примили Божји благослов преко пророка Валама и побили Мадијанце, који су до краја пута Изласка постали непријатељи Израелаца због своје озлоглашене улоге у подстицању Израелаца да греше против Бога. Мојсије је два пута обавештен да ће умрети пре него што уђе у Обећану земљу: у Бројевима 27:13, када је видео обећану земљу са тачке гледишта на гори Абарим, и поново у Бројевима 31:1 када је победио у бици са Мадијанима.
На обалама реке Јордан, на видику земље, Мојсије је окупио племена. Након присећања на њихова лутања, изнео је Божје законе по којима морају да живе у земљи, отпевао песму хвале и изрекао благослов људима, и пренео своју власт на Исуса Навина, под којим ће они поседовати земљу. Мојсије се затим попео на гору Небо, погледао на обећану земљу која се простире пред собом и умро, у доби од сто двадесет година.

### Законодавац Израела
Мојсије је данас међу Јеврејима поштован као „законодавац Израела“, и он доноси неколико скупова закона у току четири књиге. Први је Кодекс завета, услови савеза који Бог нуди Израелцима на гори Синај. У завету су уграђени Декалог и Књига завета. Цела књига Левитски законик чини други закон, Књига бројева почиње још једним скупом, а Књига Поновљених закона још једним.
Мојсије се традиционално сматра аутором те четири књиге и Књиге Постања, које заједно чине Тору, први део јеврејске Библије.

## Десет Божијих заповести
Мојсијева највећа заслуга лежи у ширењу вере у једног Бога, Јахвеа, дакле у учвршћивању монотеизма међу Јеврејима. Мојсије је од Бога на Синају добио плоче са Десет Божијих заповести, које гласе:
1. Ја сам Господ Бог твој; немој имати других богова осим Мене.
2. Не прави себи идола нити каква лика; немој им се клањати нити им служити.
3. Не узимај узалуд имена Господа Бога свог.
4. Сећај се дана одмора да га светкујеш; шест дана ради и обави све послове, а седми дан је одмор Господу Богу твоме.
5. Поштуј оца и матер своју, да ти добро буде и да дуго поживиш на земљи.
6. Не убиј.
7. Не чини прељубе.
8. Не укради.
9. Не сведочи лажно на ближњега свога.
10. Не пожели ништа што је туђе.

Грчки текст „Живот Адама“ наводи да је приликом давања закона Мојсију, он био поучен од стране арханђела Михаила.

## Мојсије у уметности
Фреске у Сикстини на супротним зидовима приказују животне циклусе Мојсијеве и Христове. Мојсије се обично приказује с белом брадом и таласасте косе, у патријаршкоме стилу, иако је кадикад, као момак, без браде. Светлосни му зраци, попут рогова, избијају с обе стране главе, али су му средњовековни и рани ренесансни уметници дадали рогове. Тај начин приказивања потиче из употребе речи cornutus у Вулгати, где стоји: et ignorabat que cornuta esset facies sua („и не знаде да је рогато лице његово“), чиме се описује Мојсијево лице кад је сишао с горја Синаја с плочама заветним, јер је из њега, због разговора с Јахвом, избијала светлост. У латинском је језику Јеронимовог доба тај израз могао значити обасаност или хало (светокруг). Други су му атрибути штап и плоче, донекле исписане бројкама 1-10 (И-X) или изводима из Десет заповеди.
Налазак Мојсијев; Мојсије се може видети како плови у корпи, коју су северњачки уметници приказивали као пљоснату врбову корпу, или је, након избављења, окружен групом раздраганих жена. Ренесансни уметници посебо венецијански (млетачки), приказују дворане и послугу свог времена, са псима. Понекад се Нил персонификује на класичан начин као речни бог с преврнутом урном. У том се догађају видјела префигурација Бега у Египат, тј. бега Свете породице због Херодовог покоља невине деце.
Горући грм; Мојсије се приказује где клечи пред грмом, или изува обућу попут муслимана на светој земљи. Каткад му се пастирска кука промеће у змију, чудесни знак близине Божје. (Исто је чудо после поновио Арон пред фараоном и његовим врачевима.) За средњовековну је цркву грм који гори а догорјети не може био знамен Девице Марије која јесте родила Христа, али јој је девичанство нетакнутим остало. У једноме се типу, византинског постања, види где на престољу седи посред његовог огња.
Пасха и покољ прворођенаца; Пасха, премда остаје једна од главних светковина јудаизма, дугује место у уметности хришћанском назирању да је она префигурација Последње вечере. Учесници се приказују како стоје око стола на којем је јагње, спремни за пут, или како товаре деве и магарце пре поласка. Призори смрти синова првенаца су приказани у позадини и помор блага (стоке) које је слично било затрто.
Прелаз преко Црвенога мора; Виде се фараон и његова војска како се у метежу топе док се коњи и јахачи отимају таласима. Точкови кола посвуда плутају, јер их је Бог, још пре поскидао. Стуб може попримити облик класичног стуба и може га пратити анђео. Прешавши, Израелци још у завежљајима на глави носе имовину, или се међу собом грле, или пак клече у знак захвалности. Рана је црква тумачила тај догађај као знамен хришћанскога крштења.
Скупљање мане; Како се говорило да мана пада на земљу као роса, Израелци се кадикад приказују како је хватају у кошаре као да долази с неба. Иначе је купе по тлу у разне посуде. Та се тема држала п. н. е. који је нахранио мноштво, или пак Еухаристије. Јосип Флавије мислио је да је мана некакав јестив лишај, или медљика, али се данас узима да је излучина неких инсеката.
Мојсије добавља воду из пећине; Старешине које прате Мојсија до пећине понекад се приказују уздигнутих руку у ваздух ради захвалности, док пук пије или налива суђе. Ово је честа тема уметности током целог постојања хришћанства: у њој се видео знамен духовнога освежења које прибавља човек цркве.
Примање божјих заповеди; Премда се, по Изласку, на Синају чуо само Божји глас, и то кроз дим и ватру, ипак се често приказује и његов лик. Мојсије клечи да прими плоче. Под њим је кип златнога телета који стоји на постољу или на жртвенику, каткада окићен венцима, а Израелци спреда клече или плешу док их Арон дозива. У једну се слику може укључити неколико епизода, или се могу приказати у циклусу, или пак као засебне теме.
Кроз неколико слика Мојсија је ликовно обрадио и Марк Шагал.

## Петокњижје
Јеврејска и хришћанска традиција сматра Мојсија као аутора Петокњижја, али до краја 19. века порастом свести о одступањима, недоследности, понављања и друге карактеристике Петокњижју је учинило да научници напусте ову идеју. Према садашњим мишљењима, први нацрт Петокњижја (Јахвистичка предаја) је вероватно написана у 6. веку п. н. е. за време Вавилонског ропства, а њега је заменила и допунила Свештеничка предаја на самом крају 6. века или током 5. века, а даља прилагођавања и мање ревизије чињене су све до краја 4. века.